# Jake La Botz
Jake La Botz (nacido en 1968) es un cantante de blues y actor estadounidense originario de Chicago.
Aprendió música de Jimmy Davis (de la calle Maxwell), David Honeyboy Edwards y Homesick James. En 2006 creó lo que él llama el "circuito tattoo", la primera gira mundial de tiendas de tataujes, llamado Tattoo Across America Tour. Además actuó en varias películas, entre ellas Animal Factory, Ghost World, Lonesome Jim y la cuarta película de Rambo. En Rambo interpreta a un mercenario contratado para rescatar a misioneros cristianos capturados por la armada birmana.
En una entrevista para Billboard en 2002, La Botz dijo que aprendió de los viejos bluseros de Chicago en sus comienzos cuando tocaba en metros y en la calle. Uno de sus mentores fue David "Honeyboy" Edwards.
Es hijo de Dan La Botz y hermano de Leon del Muerte.

## Discografía
- Original Soundtrack to my Nightmare (1999)
- Used to (2001)
- All Soul and No Money (2004)
- Graveyard Jones (2006)
- Sing This To Yourself (2008)
- I'm A Crow (2009)